# Branko Schmidt
Branko Schmidt (* 21. September 1957 in Osijek) ist ein kroatischer Drehbuchautor und Regisseur.

## Leben
Das Studium der Film- und Fernsehregie an der Akademie für darstellende Kunst in Zagreb schloss er 1981 mit Diplom ab.

## Filmografie
- 2009: Metastaze
- 2005: The Melon Route - Früchte des Elends
- 2001: Kraljica noći
- 2000: Srce nije u modi
- 1997: Božić u Beču
- 1994: Vukovar se vraća kući
- 1991: Đuka Begović
- 1988: Sokol ga nije volio